# Eurystomatellidae
Famille
Les Eurystomatellidae sont une famille de ciliés de l'ordre des Scuticociliatida (classe des Oligohymenophorea).

## Étymologie
Le nom de la famille vient du genre type Eurystomatella, dérivé du grec ancien ευρυ- / eury-, « grand » ; -στομα / -stoma, « bouche », et -ella, suffixe diminutif féminin latin, en référence au grand champ buccal de ce cilié.

## Description
La famille des Eurystomatellidae « se définit par des membranelles orales rapprochées et positionnées apicalement et un champ buccal dominant entouré d'une membrane parorale presque entièrement circulaire. Le nouveau genre (Eurystomatella) est défini par une petite membranelle orale 1 (M1), une M2 bipartite et une M3 bien développée, une surface corporelle faiblement sculptée avec un système de lignes argentées dans un motif quadrangulaire et réticulé et un cytostome situé au tiers antérieur d'un grand champ buccal. L'espèce type du nouveau genre, Eurystomatella sinica, est une forme morphologiquement unique qui est définie principalement par la combinaison d'un corps visiblement aplati, de plusieurs cils caudaux, de cils extrêmement longs associés à l'appareil buccal et d'une vacuole contractile située en position sous-caudale ».
Des analyses phylogénétiques semblent démontrer que Eurystomatella est proche du genre Cyclidium (Cyclidiidae). Cependant, la grande divergence de la ciliature buccale et somatique d’Eurystomatella avec tous les autres membres connus (en 2010) de l'ordre des scuticociliés, justifie la création, pour ce genre, de la famille des Eurystomatellidae.

## Habitat et répartition
Le genre Eurystomatella est un cilié marin, découvert dans la zone côtière de la mer Jaune, dans le Nord de la Chine.

## Liste des genres
Selon GBIF (4 mai 2024) :
- Eurystomatella Miao, Wang, Song, Clamp & Al-Rasheid, 2010
  - Espèce type : Eurystomatella sinica Miao, Wang, Song, Clamp & Al-Rasheid, 2010[1]
- Wilbertia Fan, Miao, Al-Rasheid & Song, 2009

## Systématique
La famille des Eurystomatellidae a été créée en 2010 par Miao Miao (d), Yangang Wang (d), Weibo Song (d), John C. Clamp (d) et Khaled A. S. Al-Rasheid (d).

## Publication originale
- (en) Miao Miao, Yangang Wang, Weibo Song, John C. Clamp et Khaled A. S. Al-Rasheid, « Description of Eurystomatella sinica n. gen., n. sp., with establishment of a new family Eurystomatellidae n. fam. (Protista, Ciliophora, Scuticociliatia) and analyses of its phylogeny inferred from sequences of the small-subunit rRNA gene », International Journal of Systematic and Evolutionary Microbiology, Society for General Microbiology (d), vol. 60, no 2,‎ 3 août 2009, p. 460-468 (ISSN 1466-5026 et 1466-5034, OCLC 807119723, PMID 19651734, DOI 10.1099/IJS.0.009621-0, lire en ligne).